# Zygmunt Bakuła
Zygmunt Bakuła ps. „Obojętny” (ur. 27 października 1920 w  Zamieniu, zm. 13 września 1943 w Kiczkach Pierwszych) – polski robotnik, sierżant Gwardii Ludowej.

## Życiorys
Syn Józefa i Rozalii, uczęszczając do szkoły powszechnej w Mińsku Mazowieckim należał do Czerwonego Harcerstwa. Pracował w fabryce Rudzkiego w Mińsku Mazowieckim, od 1936 należał do Związku Młodzieży Wiejskiej „Wici”. W 1940 został aresztowany i wywieziony na roboty do Niemiec, skąd rok później zbiegł. W styczniu 1942 wstąpił do Polskiej Partii Robotniczej i Gwardii Ludowej, początkowo był członkiem dzielnicowego sztabu GL w Mińsku, a w marcu 1943 awansował na przywódcę sztabu oddziału partyzanckiego. Należeli do niego gwardziści z Mińska Mazowieckiego, Warszawy oraz kilku żołnierzy Armii Czerwonej zbiegłych z niewoli hitlerowskiej. Władysław Bakuła uczestniczył w licznych akcjach bojowych, poległ podczas jednej z nich we wsi Kiczki Pierwsze. Odznaczony Krzyżem Walecznych.

## Rodzina
Zygmunt Bakuła miał dwóch braci, którzy również walczyli w szeregach Gwardii Ludowej. Bolesław Bakuła (1910–1943), traser, członek PPR i Władysław Bakuła (1915–1946), ślusarz, skarbnik Związku Zawodowego Metalowców w Mińsku Mazowieckim, milicjant we wsi Latowicz.